# Karl Windisch (Chemiker)
Karl Adolf Windisch (* 1868; † 1927) war ein deutscher Chemiker.

## Leben
Karl Windisch promovierte 1892 am Chemischen Institut der Friedrich-Wilhelms-Universität zu Berlin. Später wirkte er als Gärungschemiker an der oenochemischen Versuchsstation der preußischen Königlichen Lehranstalt für Wein-, Obst- und Gartenbau zu Geisenheim am Rhein und als Hochschullehrer an der Landwirtschaftlichen Hochschule Hohenheim am Lehrstuhl für Gärungsgewerbe (Brauerei und Weinbau).
Am 6. April 1907 wurde er in der Sektion "Chemie" zum Mitglied (Matrikel-Nr. 3238) der Leopoldina gewählt.
Sein Bruder Wilhelm (1860–1944) und sein Neffe Friedrich Karl Windisch (1895–1961) waren ebenfalls bekannte Gärungschemiker.

## Schriften (Auswahl)
- Die Bestimmung des Molekulargewichts in theoretischer und praktischer Beziehung. Berlin 1892, mit einem Vorwort von Eugen Sell
- Die chemische Untersuchung und Beurtheilung des Weines. Berlin 1896
- Die Rebendüngungs-Kommission in den Jahren 1892 bis 1901 – Thätigkeitsbericht. (= Arbeiten der Deutschen Landwirtschafts-Gesellschaft; Heft 70) Berlin 1904
- Anleitung zur Untersuchung von Most und Wein für Praktiker. Mit Einschluß der Süßweine, Schaumweine. Wiesbaden 1904
- Die chemischen Vorgänge beim Werden des Weines. Stuttgart 1906
- Weingesetz vom 7. April 1909. Mit einem Anhang enthaltend den Weingesetzentwurf nebst amtlicher Begründung, den Bericht der Reichstagskommission, die Weinzollordnung vom 17. Juli 1909 usw. Berlin 1910
- Brennereilehrkurse in Hohenheim. Stuttgart 1915
- Bier-Ersatzmittel. (= Zeitschrift für Untersuchung der Nahrungs- und Genussmittel, Vol 35, 1 Feb 1918) Berlin 1918
- Die Obstbrennerei. Anleitung zum praktischen Obstbrennereibetrieb. Stuttgart 1923 Digitalisat